# Los Tossalets (Cervera)
Los Tossalets és una muntanya de 599 metres que es troba als municipis de Cervera i Sant Ramon, a la comarca catalana de la Segarra.